# Ichneumon pteromajus
Ichneumon pteromajus là một loài tò vò trong họ Ichneumonidae.